# Speedcoding
Speedcoding o Speedcode fue el primer lenguaje de alto nivel creado para un ordenador de IBM. El lenguaje estuvo desarrollado por John Backus en 1953 para el IBM 701, para soportar la computación con números de coma flotante. Aquí el alto nivel tiene un significado simbólico y va dirigido a la expresividad del lenguaje natural como objetivo opuesto al lenguaje de máquina o la codificación orientada a las instrucciones de hardware.
La idea surgió de la dificultad de programar en la máquina IBM SSEC, cuándo Backus estuvo contratado para calcular las posiciones astronómicas en los años '50.
El sistema speedcoding era un intérprete enfocado en la facilidad de uso, sacrificando los recursos de sistema. Proporciona pseudo-instrucciones para funciones matemáticas comunes: logaritmos, exponenciación, y operaciones trigonométricas. El software residente analizó las pseudo-instrucciones, una por una, y llamó a la subrutina apropiada. Speedcoding era también la primera implementación de operaciones de producción de entrada o salida de decimales. A pesar de que sustancialmente reduzca el esfuerzo de escribir mucho código, en tiempo de ejecución de un programa que estuvo escrito con la ayuda de Speedcoding, era normalmente de diez a veinte, el tiempo que de código de máquina. El intérprete tomó 310 palabras de memoria, aproximadamente un 30% de la memoria disponible en un 701.

## Bibliograf1a
- Backus, John, "El sistema Speedcoding de IBM 701", Diario del ACM (JACM), Volumen 1, Problema 1 (enero de 1954), páginas 4 a 6,
- Backus, John W.; Harlan, Herrick (mayo de 1954). "Speedcoding de IBM 701 y otros sistemas de programas automáticos". Simplificación de procesos sobre programación automática para computación digital. Washington DC, El oficio de la investigación naval, páginas 106 a 113.
- Sammet, Jean E. (1969). Programación de lenguajes: Historia y fundamentos. Prentice-Hall.

- Datos: Q7475416